# Kose-Uuemõisa
Kose-Uuemõisa – miasteczko w Estonii, w prowinji Harju, w gminie Kose.